# Enrique Viciano
Enrique Viciano (Castellón de la Plana, 15 de octubre de 1952) es un guionista, director y productor de cine español. Escribe con regularidad artículos sobre la industria audiovisual. Es licenciado en Ciencias de la Imagen, Cine y Televisión (Universidad Complutense de Madrid, 1972-1977), en las aulas coincide con los cineastas: Fernando Trueba, Oscar Ladoire, Antonio Resines, Juan Molina o el crítico Carlos Boyero, todos ellos participaron en el corto de iniciación La retención que dirigió Oscar Ladoire.
Ha sido profesor e investigador de 'Semiótica del Cine' y 'Producción cinematográfica' (Universidad Central de Barcelona, 1979-1987). Máster en Gestión de la Producción Audiovisual (Universidad de Valencia, 1999-2000). Máster en Dirección de Empresas Audiovisuales (Instituto de empresa, 2000-2001). Máster en Interculturalidad y Políticas Comunicativas en la Sociedad de la Información (Universidad de Valencia, 2012-2013).
Con motivo del centenario de la Primera Guerra Mundial, de la escritura de los nueve tomos de la Historia de la Guerra Europea (1914-1918) y de la escritura de la novela Los cuatro jinetes del Apocalipsis (1916), ambas obras de Vicente Blasco Ibáñez, Enrique Viciano ha dirigido en 2014, la exposición itinerante 'Blasco Ibáñez, cronista de la Primera Guerra Mundial', el congreso 'Arte, literatura y cine en la Primera Guerra Mundial y publicado en la Revista de Estudios Blasco Ibáñez, anual y bilingüe, números 3 y 4, las ponencias 'El fenómeno de los cuatro jinetes del Apocalipsis' y 'Blasco Ibáñez, cronista de la Primera Guerra Mundial', habiendo conferenciado las mismas en distintos centros como UIMP, Casa Museo Blasco Ibáñez, Institut Français, Academia de Cine de España, o las universidades norteamericanas de Tulsa (Oklahoma), Bates College (Maine), BMCC (Nueva York).
Ha producido destacados largometrajes, algunos de ellos basados en obras de la literatura catalana y valenciana que han sido dirigidos por conocidos cineastas españoles: Laura a la ciutat dels Sants (basado en la novela homónima de Miquel Llor de 1931), dirigida por Gonzalo Herralde en 1987; Sinatra (Raúl Núñez, 1984) dirigida por Francesc Betriu en 1988; Si te dicen que caí (Juan Marsé, 1973) dirigida por Vicente Aranda en 1989; La Punyalada (Marià Vayreda, 1904) dirigida por Jorge Grau en 1989; Els Secrets de Meissen (Josep Palomero, 1993) dirigida por Roberto Bodegas en 1998; o Tirant lo Blanch – The Maiden´s Conspiracy, también titulada en España Tirante el Blanco, o en la Comunidad Valenciana y Cataluña, Tirant lo Blanch (basada en la novela de Joanot Martorell), con guion y dirección de Vicente Aranda en 2006.
Ha recibido el Premi Nacional de Catalunya en tres ocasiones a la mejor Película por Lola dirigida por Bigas Luna (1985), por Sinatra dirigida por Francesc Betriu (1988) y por La puñalada dirigida por Jorge Grau (1989). 
En 1987 presidió el I Simposium de la Producción Ejecutiva organizado en Barcelona por La Caixa, que sirvió para establecer las líneas programáticas de las incipientes televisiones privadas.
En 1989 los productores y presidentes de asociaciones de productores españoles: Elías Querejeta, Luis Megino y Enrique Viciano, firmaron con Pilar Miró el I Convenio Nacional entre TVE i la industria audiovisual que regulaba la contratación y adquisición de los derechos de antena y de emisión de la televisión pública.
Ha recibido el Premio Especial Calidad del Ministerio de Cultura en tres ocasiones por las películas Lola de Bigas Luna, Laura', del cielo llega la noche de Gonzalo Herralde y Sinatra de Francesc Betriu. 
Es miembro de la Academia de Cine de España desde 1987, año de su fundación, avalado por los productores Alfredo Matas y Carles Durán. Miembro de la Junta directiva de FAPAE (1996-1998), miembro de EGEDA y SGAE, y Presidente de la Associació de Productors Cinematográfics Independents de Cataluña. (1989-1990).
En 2016 se constituye PRODIGA (Productores/as, Directores/as, Guionistas, Asociados/as) de la cual es presidente. 
Es CEO de la productora española Buenpaso Films desde 2010.

## Filmografía parcial

### Como productor
- 2019. El enigma Conesa. La Gatita Blanca (Documental). Dirigido por Isadora Guardia y María José Fuentes.
- 2019. Domòtica (Domótica). Cortometraje ficción. Terror. Director Javier Balaguer.
- 2018. Va passar ací. 78 historias agrupadas en 13 episodios de 30 minutos cada uno, bajo licencia de Visiona TV. Éxito de audiencia en À Punt Mèdia.
- 2018. Colps de puny. (Puñetazos). Cortometraje ficción. Director Albert Montón. Calificada por el ICAA como Especialmente Recomendada para el Fomento de la Igualdad de Género.
- 2017.  De púrpura y escarlata. Largometraje. Thriller. Director Juanra Fernández.
- 2016.  Generación: Buñuel, Lorca Dalí. Largometraje documental. Codirectores, Albert Montón y Javier Espada.
- 2014.  El quinto jinete. Una visión de la Primera Guerra Mundial por Vicente Blasco Ibáñez. Largometraje documental. Codirigida por Rosana Pastor y Enrique Viciano.
- 2010.  Mujeres en armas. Director Diego Mas Trelles. Largometraje documental.
- 2009.  Xavier Mina, sueños de libertad. Director Albert Solé. Docudrama.
- 2006.  Tirante el Blanco. Director: Vicente Aranda. Largometraje.
- 2004.  Vivir sin miedo. Director: Carlos Pérez Ferré. Largometraje.
- 2004.  Las hijas de Mohamed. Directora: Silvia Munt. Largometraje.
- 2001. El tigre de Siberia. Largometraje documental. Director Juan Manuel Chuliá.
- 1999. De Valencia a Santiago de Compostela. Serie documental 6 x 30’. Director Vicente Tamarit.
- 1999.  El secreto de la porcelana. Director: Roberto Bodegas. Miniserie.
- 1996.  Best-Seller, el premio. Director: Carlos Pérez Ferré. Largometraje.
- 1995. Valencians que fan història. Serie documental de 13 x 30’. Varios directores. Serie coordinada por Joan Francesc Mira. Guiones: Ibn-Al-Abbar por Jesús Huguet; Sant Vicent Ferrer por Vicent Josep Escartí; Ausias March por Ferrán Estellés; Lluis de Santàngel por Ferrán García-Oliver; Josep Cavanilles y Marqués de Campo por Josep Palomero; Jordi Joan i Santacilia y Francesc Tárrega Vicent Pallarés; Joaquín Sorolla por Josep Lozano; Carles Arniches por Josep Franco; María Conesa y Josep Renau por Emili Piera; Joaquín Rodrigo por Blás Cortés.
- 1995. Walkie-Fucking-Talkie. Director: Enrique Viciano. Cortometraje.
- 1990. Oro verde. Serie ficción para Antena 3. Director Miquel Iglesias Bons.
- 1989. Pareja enloquecida busca madre de alquiler. Director Mariano Ozores. Largometraje.
- 1989.  La puñalada. Director: Jorge Grau. Largometraje.
- 1989.  Si te dicen que caí. Director: Vicente Aranda. Largometraje.
- 1988.  Sinatra, un extraño en la noche. Director: Paco Betriu. Largometraje.
- 1987.  Laura, del cielo llega la noche. Director: Gonzalo Herralde.  Largometraje.
- 1985. Karnabal. Largometraje ficción. Director Carles Mira.
- 1985. La reina del mate. Largometraje ficción. Director Fermín Cabal.
- 1985.  Lola. Director: Bigas Luna. Largometraje.
- 1984. Un par de huevos. Director: Francesc Bellmunt. Largometraje.
- 1982. La actividad artística durante la guerra civil española. Serie documental para TVC. Varios directores. Produce, escribe y dirige el episodio primero “La fotografía de guerra” en la que participan: Josep Renau, Agustí Centelles, Gabriel Jackson, Romà Gubern, Rafael Alberti, José Mario Armero, El Gran Alfonso, Joan Fontcuberta y la familia de Nikolas de Lekuona.

### Como guionista
- 2017. De Púrpura y Escarlata. Largometraje. Thriller. Director Juanra Fernández.
- 2016. Generación: Buñuel, Lorca Dalí. Largometraje documental.
- 2014. El quinto jinete. Una visión de la Primera Guerra Mundial por Vicente Blasco Ibáñez. Largometraje documental.
- 2010. Mujeres en armas. Director Diego Más Trelles. Largometraje documental.
- 1995. Walkie-Fucking-Talkie. Director Enrique Viciano.  Cortometraje. Comedia.
- 1995. Valencians que fan historia. Varios directores. Serie documental.
- 1989. La puñalada. Director: Jordi Grau. Largometraje. Adaptación.
- 1987. Laura, del cielo llega la noche. Director Gonzalo Herralde. Largometraje. Adaptación.
- 1985. Lola. Largometraje. Director Bigas Luna.
- 1982. La actividad artística durante la guerra civil española. Varios directores. Serie.  Episodio La fotografía de guerra.

### Como director
- 2014. El quinto jinete. Una visión de la Primera Guerra Mundial por Vicente Blasco Ibáñez.. Largometraje documental.
- 1995. Walkie-Fucking-Talkie. Cortometraje. Comedia.
- 1995. Valencians que fan història. Serie documental. Director de los episodios 'Josep Renau', 'María Conesa', 'La Gatita Blanca' y 'Jordi, Joan i Santacilia'
- 1982. La actividad artística durante la Guerra Civil Española. Serie docuemntal. Director del episodio 'La fotografía de guerra'
- 1979. La Barcelona turística. Documental.

## Premios

### Laura, del cielo llega la noche (1987).
Premio Cinematográfico de la Generalidad de Cataluña.
1. Premio Mejor Película 1987.
2. Premio Mejor Actor Protagonista. Sergi Mateu.

Premio Onda Madrid.
1. Mejor Fotografía. Javier Aguirresarobe

Premios Goya.
1. Nominación. Mejor Actriz de Reparto. Terele Pávez.

### Sinatra, un extraño en la noche (1988).
Premio Cinematográfico de la Generalidad de Cataluña.
1. Premio Mejor Película 1988.
2. Premio Mejor Actor Protagonista. Alfredo Landa.

Premios Goya.
1. Nominación Mejor Actor Alfredo Landa.

### Si te dicen que caí(1989).
Premios Goya.
1. Nominación. Mejor Director. Vicente Aranda.
2. Nominación. Mejor Actriz Protagonista. Victoria Abril.
3. Nominación. Mejor Actor Protagonista. Jorge Sanz. GOYA Mejor Actor Protagonista.
4. Nominación. Mejor Guion Adaptado. Vicente Aranda.
5. Nominación. Mejor Dirección Artística. Josep Rosell.
6. Nominación. Mejor Diseño de Vestuario. Marcelo Grande.
7. Nominación. Mejor Maquillaje y Peluquería. Chass Llach y Poli López.

Fotogramas de Plata.
1. Nominación. Mejor Actriz de Cine. Victoria Abril. FOTOGRAMAS DE PLATA.
2. Nominación. Mejor Actor de Cine. Jorge Sanz. FOTOGRAMAS DE PLATA

Premio Onda Madrid.
1. Mejor Película.
2. Mejor Dirección de Cine. Vicente Aranda.

Premio Cinematográfico de la Generalidad de Cataluña.
1. Premio Mejor Película.
2. Premio Mejor Actriz Protagonista. Victoria Abril.

37.ª Edición del Festival de San Sebastián (1989).
1. Represente española en la Sección Oficial

### La Puñalada (1989).
Premio Cinematográfico de la Generalidad de Cataluña.
1. Premio Mejor Película 1989.
2. Premio Mejor Dirección Jordi Grau.
3. Premio Mejor Dirección Artística José María Espada.

### El Secreto de la Porcelana (1999).
Princess Award
1. Best Audiovisual Europe´s Environment.

### Las Hijas de Mohamed (2004).
1. Premio Civis Ars Media Prize Europa 2004.
2. Premio Amal Major Película 2006.

### “Xavier Mina, sueños de libertad (2009).
Festival "Pantalla de Cristal"
1. Premio Mejor película 2009